# Megaselia brokawi
Megaselia brokawi är en tvåvingeart som beskrevs av Ronald Henry Lambert Disney 1994. Megaselia brokawi ingår i släktet Megaselia och familjen puckelflugor.
Artens utbredningsområde är Alberta. Inga underarter finns listade i Catalogue of Life.